# Хилл, Лорин
Лорин Ноэль Хилл (англ. Lauryn Noelle Hill; род. 26 мая 1975, Ист-Ориндж, Нью-Джерси) — американская исполнительница в стиле нео-соул, бывшая солистка коллектива The Fugees, которая к 25 годам выиграла восемь наград «Грэмми».

## Биография
Хилл родилась в городе Ист-Ориндже (Нью-Джерси, США). У неё и её бывшего друга Rohan Marley (сына Боба Марли) пятеро детей: сын Зион Давид (Zion David, 3.8.1997), дочь Села Луиз (Selah Louise, 12.11.1998), сын Джошуа Омару (Joshua Omaru, 05.12.2001), сын Джон Неста (John Nesta, р.2003) и дочь Сара (Sarah, р. 01.2008). 23 июля 2011 года Лорин родила сына Майкла Романа (Michael Roman) от другого мужчины.

## История
После грандиозного успеха The Fugees в 1996—1997 гг. участники группы разделились относительно её будущего направления и приступили к сольным проектам, самым успешным из которых стал альбом Лорин Хилл The Miseducation of Lauryn Hill, на котором она практически в одиночку написала и спродюсировала все дорожки. По мнению критиков, этот диск размывал границы между такими направлениями, как рэп, соул и регги. Современные «примочки» сочетались в нём с общим винтажным настроем и многочисленными отсылками к музыке 1960-х годов.
Благодаря этому альбому в 1999 году Лорин стала первой исполнительницей в истории «Грэмми», номинированной одновременно на десять категорий и получившей пять наград за одну церемонию. Альбом был удостоен чести стать первым нео-соул-альбомом, который получил «Грэмми» как лучший альбом года. Написанный на остросоциальную тему трек «Doo Wop (That Thing)» впервые в истории хип-хопа дебютировал в Billboard Hot 100 прямо на первом месте. В следующем году она записывалась вместе с такими легендами, как Карлос Сантана («Supernatural») и Арета Франклин («A Rose Is Still a Rose»). Три года спустя вышел её исповедальный концертный альбом «MTV Unplugged No. 2.0».
Можно с уверенностью сказать, что одним из основных толчков к большой карьере и известности стали её съемки в фильме «Сестричка, действуй 2» (1993), где она сыграла роль школьницы Риты Уотсон, мечтающей только об одном — стать певицей.

## Дискография
- The Miseducation of Lauryn Hill

## Фильмография
| Год       | На русском                                | На языке оригинала                     | Роли/Участие                    |
| 1956-2009 | Пока вращается мир                        | As the World Turns…                    | Кира Джонсон (Kira Johnson)     |
| 1972-1995 | -                                         | ABC Afterschool Special (сериал)       | Малика (Malika)                 |
| 1975-2009 | Субботним вечером в прямом эфире (сериал) | Saturday Night Live                    | гость программы                 |
| 1993      | Царь горы                                 | King Of The Hill                       | Арлетта, лифтер (Arletta)       |
| 1993      | Сестричка, действуй 2                     | Sister Act 2: Back In The Habit        | Рита Уотсон (Rita Watson)       |
| 1997      | Рифмы и рассудок                          | Rhyme & Reason                         | (играет саму себя)              |
| 1997      | Невезучий                                 | Hav Plenty                             | Дебра (Debra)                   |
| 1998      | Ресторан                                  | Restaurant                             | Лесли (Leslie)                  |
| 2002      | Божественные тайны сестричек Я-Я          | Divine Secrets of the Ya-Ya Sisterhood | (написала музыку к фильму)      |
| 2005      | Блок Пати                                 | Block Party                            | (играет саму себя (The Fugees)) |
| 2008      | -                                         | Africa Unite                           | -                               |